# Vasubandhu
Vasubandhu (300-400-tal) var en mycket inflytelserik buddhistisk munk och forskare från Gandhara. Vasubandhu var tillsammans med sin halvbror Asanga, grundare av yogacara efter att han konverterat till mahayana.
Vasubandhus Kommentar på rikedomen av Abhidharman (Abhidharmakośabhāṣya) används mycket i tibetansk och östasiatisk buddhism som en källa för icke-mahayansk abhidharma filosofi. Hans filosofiska verk sätter fram standarden för den indiska yogacarans metafysik av "endast framträdande" (vijñapti-mātra), som har beskrivits som en form av "epistemologisk idealism", fenomenologi och nära till Kants transcendentala idealism. Bortsett från detta, skrev han också många kommentarar, filosofiska verk på logik, argumentation och dyrkande poesi.
Vasubandhu är en av de mest inflytelserika filosoferna i den indiska buddhistiska traditionen. I jodo shinshu anses han vara buddhismens andre patriark, och i chan är han den tjugoförsta patriarken.